# 渡辺五郎 (農林官僚)
渡辺 五郎（わたなべ ごろう、1926年4月3日 - 2008年2月25日 ）は、日本の農林官僚。農林水産事務次官、食糧庁長官、日本中央競馬会理事長を務めた。東京都出身。

## 来歴・人物
1950年に東京大学経済学部を卒業し、1951年に農林省に入省。蚕糸局糸政課（現在の農産局総務課）に配属。1962年から農林経済局金融課で勤務する。
愛知用水公団総務部長、広島県農政部長、畜産局蓄政課長、大臣官房総務課長、大臣官房秘書課長、構造改善局農政部長などを経て、1977年に国土庁土地局次長になる。
1979年7月に大臣官房長に就任し、1981年7月に食糧庁長官を経て、1983年7月から1984年7月までに農林水産事務次官を務めた。1990年6月から1995年6月までに日本中央競馬会理事長を務めた。2001年4月に勲一等瑞宝章を受章。
2008年2月25日心不全で死去。81歳没。